# الجوع في الولايات المتحدة

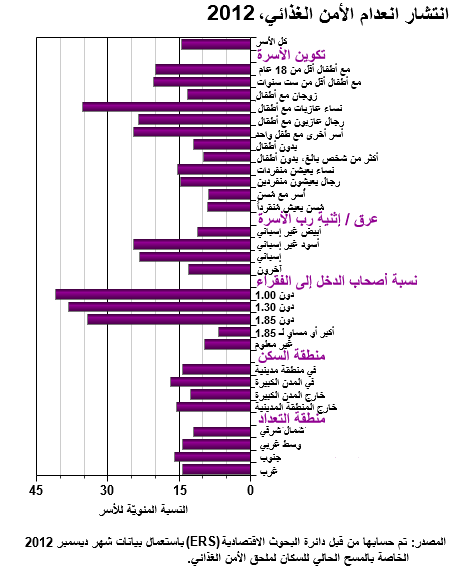
إحصائية نشرت عام 2012 توضح نسبه إنعدام الأمن الغذائي للأسر الأمريكية.

الجوع في الولايات المتحدة هو موضوع يؤثر على ملايين الأمريكيين،  بما في ذلك البعض من الطبقة المتوسطة،  أو الذين يعيشون في منازل حيث يعمل جميع البالغين. ووجدت الأبحاث التي أجرتها وزارة الزراعة الأمريكية أن 14.9٪ من الأسر الأمريكية تعاني من انعدام الأمن الغذائي خلال عام 2011 على الأقل، ويعاني 5.7٪ من انخفاض مستوى الأمن الغذائي. أبلغ الصحفيون والعاملين في المؤسسات الخيرية عن زيادة الطلب على المساعدات الغذائية الطارئة خلال عامي 2012 و 2013. تنتج الولايات المتحدة أغذية أكثر بكثير مما تحتاجه للاستهلاك المحلي - الجوع داخل الولايات المتحدة ناجم عن عدم امتلاك بعض الأمريكيين المال الكافي لشراء الطعام لأنفسهم أو لعائلاتهم. تشمل الأسباب الإضافية للجوع وانعدام الأمن الغذائي الحرمان من الحي والسياسة الزراعية. يتم التعامل مع الجوع من خلال مزيج من المساعدات الغذائية العامة والخاصة. تشمل التدخلات العامة تغييرات في السياسة الزراعية، وبناء محلات السوبر ماركت في الأحياء المحرومة، والاستثمار في البنية التحتية للنقل، وتطوير حدائق المجتمع. يتم توفير المساعدات الخاصة من خلال مخازن الطعام، ومطابخ الحساء، وبنوك الطعام، ومنظمات إنقاذ الغذاء.
في النصف الأخير من القرن العشرين، بدأت الاقتصادات المتقدمة الأخرى في أوروبا وآسيا تتفوق على الولايات المتحدة من حيث الحد من الجوع بين سكانها.في عام 2011 ، خلص تقرير نشر في صحيفة نيويورك تايمز إلى أنه من بين 20 اقتصادًا تم الاعتراف بها على أنها متقدمة من قبل صندوق النقد الدولي والتي تتوفر لها ترتيبات مقابِلة للأمن الغذائي، كانت الولايات المتحدة في أسوأ حالاتها. ومع ذلك، في مارس 2013 ، احتل مؤشر الأمن الغذائي العالمي بتكليف من دوبونت المرتبة الأولى في الولايات المتحدة من حيث القدرة على تحمل التكاليف والأمن الغذائي بشكل عام.

## السلالة والعرق
بحث أجرته جامعة واشنطن في سانت لويس حول انعدام الأمن الغذائي حسب العرق: مجموعات الأقليات أكثر تأثراً بالجوع من سكان القوقاز في الولايات المتحدة. البيض 11.5٪ والأمريكيون الأفارقة 22.98٪ والهنود الأمريكيون 16.67٪ والأسبان 26.66٪.
تغذية أمريكا:
تلقى 29 ٪ من جميع الأطفال من أصل إسباني و 38 ٪ من جميع الأطفال الأمريكيين من أصل أفريقي مساعدة غذائية طارئة في عام 2010. تلقى الأطفال البيض أكثر من نصف المساعدات الغذائية الطارئة وحصل 11٪ منهم على مساعدات. ومع ذلك ، تتلقى العائلات من أصل إسباني مساعدة أقل من هذا البرنامج.

### السود
بمقارنة معدل الفقر وانعدام الأمن الغذائي بين السود والبيض: 9٪ من الأفارقة يعيشون في فقر مدقع. بحيث أن 10 مدن بها أعلى معدل لانعدام الأمن الغذائي في البلاد هي 60٪ على الأقل من الأمريكيين الأفارقة. "توجد سبع مقاطعات من أصل عشرة في ولاية ميسيسيبي" ، وهذا يدل على التقاطع الاجتماعي والاقتصادي والعرقي لإظهار أكبر انعدام للأمن الغذائي.

### الإسبانية / اللاتينية
في عام 2020 ، بسبب Covid-19 ، تم تحديد 19 ٪ من جميع اللاتينيين في الولايات المتحدة على أنهم يعانون من انعدام الأمن الغذائي. تعاني العائلات من أصل إسباني / لاتيني في الولايات المتحدة من ضعف معدل انعدام الأمن الغذائي تقريبًا مقارنة بالعائلات البيضاء غير الإسبانية / اللاتينية ، وتُظهر الأبحاث المتكررة أن خطر انعدام الأمن الغذائي أعلى بين عائلات المهاجرين وأطفال غير المواطنين.

### الأمريكيون الأصليون
غالبًا ما يعاني الأمريكيون الأصليون من معدلات انعدام الأمن الغذائي أعلى من أي مجموعة عرقية أخرى في أمريكا. في دراسة قيمت مستويات انعدام الأمن الغذائي بين البيض والآسيويين والسود والأسبان والأمريكيين الأصليين: أفادت التقارير أن الأمريكيين الأصليين هم أكثر السكان عرضة للخطر على مدى فترة 10 سنوات بين 2000-2010. أفادت مجموعات انعدام الأمن الغذائي أن 20 إلى 30 في المائة من العائلات تعاني من هذا النوع من انعدام الأمن ، وأكبر الأسباب هي ارتفاع تكاليف الغذاء ، وعدم الحصول على وظائف ذات رواتب جيدة ، وقابلية التعرض لمشاكل الصحة و / أو الصحة العقلية المرتبطة بالسمنة.

## انعدام الأمن الغذائي

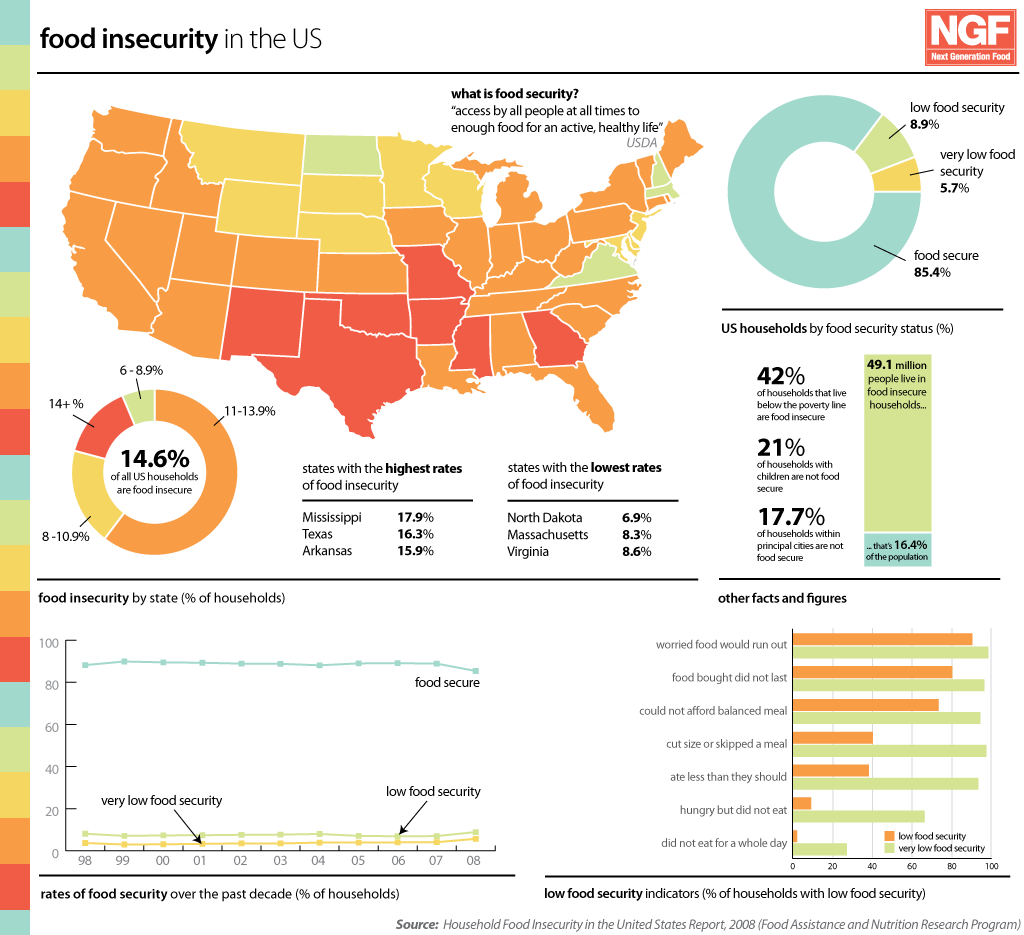
رسم بياني عن انعدام الأمن الغذائي في الولايات المتحدة

يتم تعريف انعدام الأمن الغذائي على مستوى الأسرة، بعدم وجود الغذاء الكافي لأي فرد من أفراد الأسرة بسبب الموارد المالية. والخطوة بعد ذلك هي انخفاض الأمن الغذائي للغاية، وهو وجود ستة (للأسر التي ليس لديها أطفال) إلى ثمانية (للأسر التي لديها أطفال) أو المزيد من حالات انعدام الأمن الغذائي في وزارة الزراعة الأمريكية، مسح مكملات الأمن الغذائي. إن كون الأمن الغذائي منخفضًا للغاية يعني أن أفراد الأسرة يعطلون تناولهم للطعام لأسباب مالية.
هذه الحالات كثيرة: القلق بشأن نفاد الطعام، أو عدم صلاحية الطعام الذي تم شراؤه، أو الافتقار إلى نظام غذائي متوازن، أو تقليل البالغين من أحجام الوجبات أو الامتناع عن تناول الوجبات تمامًا، أو تناول كميات أقل مما يشعرون أنه ينبغي عليهم تناوله، أو الشعور بالجوع وعدم تناول الطعام. خسارة الوزن غير المقصودة، عدم تناول الطعام طوال أيام (متكررة)، وذلك لأسباب مالية. ويرتبط انعدام الأمن الغذائي ارتباطا وثيقا بالفقر ولكنه لا يستبعد الآخر. لا يوجد انعدام الأمن الغذائي بمعزل عن الآخر، فهو مجرد جانب فردي من العوامل المتعددة للمحددات الاجتماعية المتعلقة بالصحة.

## الفوارق الجغرافية

### المجتمعات الريفية والحضرية
هناك اختلافات واضحة بين كيفية تجربة الجوع في المناطق الريفية والحضرية. وتشهد المقاطعات الريفية ارتفاع معدلات انعدام الأمن الغذائي بمعدل ضعف ما تشهده المقاطعات الحضرية. تشير التقارير إلى أن ما يقرب من 3 ملايين أسرة ريفية تعاني من انعدام الأمن الغذائي، وهو ما يعادل 15 في المائة من إجمالي سكان الأسر الريفية. وهذا يعكس حقيقة أن 7.5 مليون شخص في المناطق الريفية يعيشون تحت خط الفقر الفيدرالي. يوجد هذا الفقر في المجتمعات الريفية بشكل أكثر شيوعًا في الولايات الجنوبية. وقد وجد أن معدل انتشار انعدام الأمن الغذائي هو الأعلى في المدن الرئيسية (13.2%)، والمرتفع في المناطق الريفية (12.7%) والأدنى في الضواحي والمناطق الحضرية الأخرى (غير- المدن الرئيسية) (8.9%). ومن الممكن أن يُظهر ذلك ضعف البنية التحتية داخل المناطق الريفية ووسط المدن في المدن، حيث قد تكون الوظائف نادرة، أو يُظهر الاعتماد المركزي على وسيلة النقل التي قد تأتي بتكلفة إضافية.
بالإضافة إلى ذلك، تمتلك المناطق الريفية عددًا أقل من متاجر البقالة مقارنة بالمناطق الحضرية ذات الكثافة السكانية والجغرافية المماثلة. ومع ذلك، يوجد في المناطق الريفية عدد أكبر من محلات السوبر ماركت مقارنة بالمناطق الحضرية المماثلة. لقد اكتشفت الأبحاث أن مستوى الفقر والتركيبة العرقية في المقاطعات الريفية ليس لهما علاقة مباشرة وهامة بإمكانية الوصول إلى المتاجر الكبرى في المنطقة. على النقيض من ذلك، أظهرت المناطق الحضرية من خلال دراسات لا حصر لها أن الزيادة في عدد السكان الأمريكيين من أصل أفريقي ترتبط بعدد أقل من محلات السوبر ماركت، وأن المتاجر المتاحة تتطلب من السكان السفر لمسافات أطول. وعلى الرغم من هذه الاختلافات، تشهد كل من المناطق الحضرية والريفية معدل جوع أعلى من مناطق الضواحي.

## المهاجرون غير المسجلين
الزراعة هي صناعة رئيسية في الولايات المتحدة ، حيث تمثل ولاية كاليفورنيا أكثر من 12٪ من الإيرادات النقدية للزراعة في الولايات المتحدة. أكثر من نصف العمال الزراعيين في ولاية كاليفورنيا لا يحملون وثائق. يعتبر العمل الزراعي من بين المهن الأقل أجراً في الولايات المتحدة ، يعاني العديد من المهاجرين غير الشرعيين من انعدام الأمن الغذائي بسبب انخفاض الأجور ، مما يضطرهم إلى شراء أغذية غير صحية مجدية اقتصاديًا. على الرغم من أن برامج تخزين الطعام وطوابع الطعام الحالية تساعد في تقليل كمية الأفراد الذين يعانون من انعدام الأمن الغذائي ، فإن المهاجرين غير المسجلين غير مؤهلين لبرامج الخدمة الاجتماعية وقد وجدت الدراسات أن اللغة الإنجليزية المحدودة تعمل كحاجز أمام المشاركة في برنامج كوبونات الطعام. بسبب نقص التعليم ، وارتفاع معدل السجن ، والحواجز اللغوية ، يشكل المهاجرون غير المسجلين معدلات أعلى من انعدام الأمن الغذائي والجوع مقارنة بالمواطنين الشرعيين. المهاجرون غير المسجلين الذين يخشون الترحيل يحدون من تفاعلهم مع الوكالات الحكومية وبرامج الخدمة الاجتماعية ، مما يزيد من تعرضهم لانعدام الأمن الغذائي.
يمكن أن يُعزى انعدام الأمن الغذائي بين المهاجرين غير المسجلين في بعض الحالات إلى الظلم البيئي. يجادل الباحثون بأن تغير المناخ يزيد من انعدام الأمن الغذائي بسبب الجفاف أو الفيضانات وأنه يجب معالجة قضايا الأمن الغذائي والأنظمة الغذائية في الولايات المتحدة. مثال على ذلك قد يكون عددًا كبيرًا من المجتمعات غير الموثقة على طول وادي كاليفورنيا الأوسط.